# بازداریابی
بازداریابی (به انگلیسی:DEMARKETING)بازداریابی «اقدامی آگاهانه از سوی بازاریاب‌ها برای کاهش تقاضای یک محصول با استفاده از همان ابزارها و تکنیک‌هایی که به‌طور عادی از آنها برای افزایش تقاضا استفاده می‌کنند.»
بازداریابی به دنبال کاهش تقاضا یک محصول است، گاهی اوقات این کاهش تقاضا مربوط به کل محصولات، مشتریان نامطلوب که برخی اوقات در زمان خاصی صورت می‌گیرد.

## نظریه پردازان
- فیلیپ کاتلر
- سیدنی لوی
- نایجل بردلی
- جیم بلیث

## تفاوت ضد بازاریابی و بازاریابی معکوس با مفهوم بازاداریابی
امیر عباس کائینی، سعید جلالیان (۱۳۹۸) در کتاب بازداریابی تفاوت ضد بازاریابی و بازاریابی معکوس را با بازداریابی اینطور عنوان می‌کنند.
در ادبیات بازاریابی، مفاهیمی چون ضدبازداریابی(Anti-Marketing) و بازاریابی معکوس(Reverse Marketing) وجود دارد که ممکن است با بازداریابی(Demarketing) یکسان تصور شود، در حالی که ضد بازاریابی هنر فروش از طریق اذیت کردن، ترساندن و روانشناسی معکوس مشتریان است. در واقع بازاریابی همواره مفهوم حق با مشتری است را یدک می‌کشد در حالی که ضدبازاریابی نسبت به مفهوم نگاه متفاوت دارد و معتقد است جهت دستیابی به فروش، می‌توان مشتری را در جهت دستیابی به محصول اذیت و حتی ترساند.
مفهوم بازاریابی معکوس در واقع خلق محصولات و خدمات بر اساس نظر و خواسته مشتری است در واقع شخصی‌سازی محصولات و خدمات از دستاوردهای بازاریابی معکوس است این در حالی است که بازداریابی با هدف کاهش تقاضا، راهکارهای مقابله با فروش سریع تر را دنبال می‌کند.

## انواع بازداریابی از دیدگاه کاتلر و لوی
کاتلرولوی چهار نوع متفاوت از بازداریابی عبارتند از بازداریابی عمومی، بازداریابی گزینشی، بازداریابی نمایشی و بازداریابی ناخواسته را تشریح می‌کند. با توجه به اهداف کتاب «بازداریابی»، نایجل بردلی، جیم بلیث بازداریابی کاتلرولوی را با اضافه کردن دو مورد به شش نوع توسعه می‌دهند.

### بازداریابی عمومی(General Demarketing)
زمانی به آن نیاز است که شرکت خواهان انقباض سطح کل تقاضا است.

### نمونه ای از بازداریابی عمومی
جزیره بالی در اقیانوس آرام جنوبی مدت هاست که مقصد گردشگران است. در سال‌های اخیر، نسبت به ظرفیتی که امکانات آن می‌توانند به راحتی بازدیدکنندگان را مدیریت کنند، گردشگران زیادی را به خود جذب کرده‌است. این جزیره در خطر ازدحام و فرسایش ناشی از مصرف قرار گرفته‌است. استراتژی بازداریابی در بالی این است که «جذابیت آن برای گردشگران با درآمد متوسط کاهش یابد و در عین حال جذابیت آن برای گردشگرانی با درآمد بالاتر حفظ شود.»

### بازداریابی گزینشی(Selective Demarketing)
زمانی به آن نیاز است که شرکت خواهان پس دادن تقاضای برخواسته از ناحیهٔ طبقات خاص از مشتریان است.

#### نمونه ای از بازداریابی گزینشی
کلیسای کوچ سیستین در واتیکان دچار ازدحام بازدیدکننده است؛ سالانه ۵ میلیون نفر و روزانه ۲۰ هزار نفر در صف ورود به این مکان اند. این تعداد بازدید کننده به اشیای گران بهایی که در داخل کلیسا قرار دارند، آسیب می‌زند، نظیر دیواره نگارهارهٔ میکل آنژ. بازدیدکنندگان در این مکان از خود عرق، گرد و خاک، پوسته‌های جدا شده از سطح بدن و مو باقی می‌گذارند. می‌توان تقاضای کلیسای کوچک سیستین را ناخوشایند دانست، زیرا که بعضی از بازدیدکنندگان رفتاری از خود نشان می‌دهند که به محیط آنجا آسیب می‌رسانند و تجربه دیگران را نامطلوب می‌کنند (کاتلر، ۱۹۸۲) با توجه به مقالات حوزهٔ خدمات و منطق غالب خدمات (مثلاً گرونروس، ۲۰۰۶؛ وارگوولوچ ۲۰۰۴)، بنگاه‌های تجاری نمی‌توانند با این مشتریان و کسانی که به واقع در حال تخریب ارزش اند، ارزش آفرینی کنند. توسعه بازداریابی گزینشی باید شامل روش‌های بازاریابی امروزی باشد که براساس آن‌ها تأکید بر ایجاد رابطه با تمرکز بر مسئولیت پذیری اجتماعی شرکت‌ها و شبکه ذی نفعان است.

### بازداریابی نمایشی(Ostensible Demarketing)
شامل تلاش فراوانی برای کاهش تقاضا در حالی که به عنوان ابزاری برای افزایش واقعی آن است.

#### نمونه ای از بازداریابی نمایشی
در المپیک لندن ۲۰۱۲ خطوط هوایی بریتیش یکی از حامیان مالی بازی‌های المپیک لندن، اقدام پرخطری را در مورد این کمپین بازاریابی جسورانه در پیش گرفت. خطوط هوایی بریتیش، با استفاده از بسترهای جدید و سنتی رسانه‌ای برای کمپین‌های تبلیغاتی توانست با مخاطبان بیشتر دربارهٔ تقویت «امتیاز به میزبانی» تماس برقرار کند که به افزایش گرایش‌های مثبت در خصوص این برند کمک بسزایی می‌کند.
در اقدام اساسی در کمپین تبلیغاتی لندن ۲۰۱۲ شرکت هواپیمایی بریتانیا اقدامی بسیار شدید برای متقاعد کردن مردم به منظور عدم مسافرت طی بازی‌های المپیک در پیش گرفت و در عوض از آنها خواست تا در کشور بمانند و از تیم ملی‌شان حمایت کنند. پیش از تشریح کمپین «پرواز نکنید!»، درک منطق این جمله که از سوی یک خطوط هوایی به مردم گفته می‌شود که پرواز نکند کاملاً دور از عقل به نظر می‌رسید!
این کمپین بیشتر به برجسته‌سازی مفهوم امتیاز میزبانی تأکید داشت از لحاظ تجربه ثابت شده‌است که امتیاز میزبانی به نفع تیم‌های ورزشی است.

### بازداریابی ناخواسته (Unintentional Demarketing)
تلاش منفی برای افزایش تقاضا به فراری دادن مشتریان منجر می‌شود.

## انواع بازداریابی از دیدگاه بلیث و بردلی

### بازاریابی مقابله‌ای(Counter-Marketing)
تلاشی آگاهانه برای مقابله با فشار برای خرید است و غالباً به عنوان بخشی از کمپین‌های سلامت عمومی به منظور کاهش مصرف دارو تنباکو یا الکل انجام می‌شود معمولاً فعالیتی مربوط به بخش دولتی عمومی است.

#### نمونه ای از بازاریابی مقابله ای
کمپین‌های بازاریابی مقابله ای در برابر شرکت‌های مواد غذایی خاص کمپین‌های مجزایی را در کشورهای مختلف در پیش گرفته‌اند که با محصولات مک دونالد مقابله می‌کنند (بوتریل و کلینه ،۲۰۰۷). در پاسخ به شکایت مصرف‌کنندگان و بازاریابی مقابله ای مربوط به محیط زیست، شرکت مک دونالد بسته‌بندی استروفروم خود را کنار گذاشت و آن را با جعبه‌های مقوایی جایگزین کرد و در پاسخ به بازاریابی مقابله ای در مورد نگرانی‌های بخش سلامت میوه و سبزیجات و آبمیوه را نیز به منوی خود اضافه کرد.

### بازاریابی هماهنگ(Synchro Marketing)
بازاریابی هماهنگ شامل نگاه به کل بازار برای محصول مورد نظر و تلاش برای دستکاری آن به صورتی است که فروش در زمانی هماهنگ با برنامه تولیدی بنگاه تجاری رخ داده‌است.
ممکن است هدف بازتوزیع فروش فعلی باشد که پیش از این در سطوح بهینه قرار دارد، در نتیجه فروش در زمان یا مکان‌هایی رخ می‌دهد که تأمین کننده ترجیح می‌دهد. به عنوان مثال سازمان‌هایی که فروش فصلی به شدت بالایی دارند ممکن است خواهان افزایش فروش غیر فصلی باشند.

#### نمونه ای از بازاریابی هماهنگ
اییبیزا در اسپانیا، یکی از محبوب‌ترین تفرجگاهاست که نه تنها به علت این که یک اقامتگاه شاخص ساحلی است، بلکه به علت این که یکی از مقصدهای برجسته برای تفریحاتشبانه در دنیا می‌باشد شناخته شده‌است. با این حال، به تعیین جایگاه مجدد تصویر این تفرجگاه از اواخر سپتامبر تا اوایل اکتبر به بعد نیاز است. یعنی زمانی که دمای هوا کاهش چشمگیری می‌یابد. طی ماه‌های زمستانی، استراتژی‌های بازاریابی این تفرجگاه بیشتر به سمت باردیدها نظیر گردشگری فرهنگی سوق داده می‌شود.

## کاربرد بازداریابی در کشور ایران
ایران همواره در چهار دهه گذشته با تحریم‌ها روبرو بوده‌است. از نظر کائینی و جلالیان، مترجمان کتاب بازداریابی، بازداریابی یکی از زمینه‌های متعدد بازاریابی است که با قدرت تأثیرگذاری خود می‌تواند کشور را در مقابل این ناملایمات توانمند سازد؛ لذا بازداریابی در زمان تحریم‌ها و کاهش عرضه محصولات جهت حفظ سرمایه ملی راهکار مطلوبی به نظر می‌رسد.

### نمونه‌هایی از بازداریابی که می‌توان در کشور ایران پیاده‌سازی کرد

#### صعنت گردشگری
توزیع گردشگران به کل کشور به جای تمرکز بر چند نقطه گردشگری معروف و در نتیجه حفظ مکان‌هایی با ارزش تاریخی بالا و کاهش بار ترافیکی.

#### سلامت و دارو
کاهش مصرف داروهای خارجی با افزایش کیفیت و کاهش قیمت داروهای داخلی و اقدامات آگاهانه در زمینه ترویج داروهای ایرانی با مدیریت تقاضا.

#### بخش آموزش عالی و دانشگاه
بازداریابی مدرک گرایی و بازاریابی مهارت محوری.

#### مبارزه با مواد مخدر
بازداریابی پخش و مصرف مواد مخدر و بازاریابی مراکز ترک اعتیاد و تفریح‌های جایگزین.